# Лі Чунмао
Лі Чунмао (кит.: 李重茂; піньїнь: Lǐ Chóngmào), храмове ім'я Шан (кит.: 殤帝; піньїнь: Shangdi; 695 або 698 — 5 вересня 714) — сьомий імператор Тан.

## Життєпис
Був наймолодшим сином імператора Лі Сіаня, народженим однією з його наложниць. У липні 710 року, після смерті Лі Сіаня, його дружина вирішила звести на престол малолітнього Лі Чунмао, щоб мати цілковитий контроль над ним як вдова-імператриця й регентка.
Однак уже за кілька днів стався переворот, у результаті якого Лі Чунмао був змушений поступитись троном колишньому імператору та своєму дядькові — Лі Даню. Таким чином його правління тривало лише 17 днів.
Лі Чунмао був понижений в титулі та засланий зі столиці. Він помер за чотири роки, так і не повернувшись до Чанані. Більшість літописців зазвичай не включали його до переліку імператорів Тан, однак всі сучасні історики розглядають його як такого.